# Ausztrália az 1976. évi nyári olimpiai játékokon
Ausztrália a kanadai Montréalban megrendezett 1976. évi nyári olimpiai játékok egyik részt vevő nemzete volt. Az országot az olimpián 20 sportágban 180 sportoló képviselte, akik összesen 5 érmet szereztek.

## Érmesek
| Érem  | Versenyző | Sportág    | Versenyszám        |
| ----- | --- | ---------- | ------------------ |
| Ezüst | Nemzeti válogatott David Bell Greg Browning Rick Charlesworth Ian Cooke Barry Dancer Douglas Golder Robert Haigh Wayne Hammond Jim Irvine Stephen Marshall Malcolm Poole Robert Proctor Graeme Reid Ronald Riley Trevor Smith Terry Walsh | Gyeplabda  | Férfi              |
| Bronz | Mervyn Bennett Denis Pigott Bill Roycroft Wayne Roycroft | Lovaglás   | Csapat lovastusa   |
| Bronz | Stephen Holland | Úszás      | Férfi 1500 m gyors |
| Bronz | John Bertrand | Vitorlázás | Finn dingi         |
| Bronz | Ian Brown Ian Ruff | Vitorlázás | 470-es osztály     |

## Atlétika
Férfi
| Versenyző                                          | Versenyszám     | Előfutam      | Előfutam      | Előfutam      | Negyeddöntő      | Negyeddöntő      | Negyeddöntő      | Elődöntő | Elődöntő | Elődöntő | Döntő         | Döntő         |
| Versenyző                                          | Versenyszám     | Idő           | Hely.         | Össz.         | Idő              | Hely.            | Össz.            | Idő      | Hely.    | Össz.    | Idő           | Helyezés      |
| -------------------------------------------------- | --------------- | ------------- | ------------- | ------------- | ---------------- | ---------------- | ---------------- | -------- | -------- | -------- | ------------- | ------------- |
| Peter Fitzgerald                                   | 100 m           | 10,87         | 6.            | 48.*          | kiesett          | kiesett          | kiesett          | kiesett  | kiesett  | kiesett  | kiesett       | kiesett       |
| Peter Fitzgerald                                   | 200 m           | 21,35         | 2.            | 16.*          | 21,07            | 4.               | 13.*             | 21,29    | 8.       | 13.*     | kiesett       | kiesett       |
| Rick Mitchell                                      | 200 m           | 21,91         | 1.            | 30.           | nem állt rajthoz | nem állt rajthoz | nem állt rajthoz | kiesett  | kiesett  | kiesett  | kiesett       | kiesett       |
| Rick Mitchell                                      | 400 m           | 46,11         | 2.            | 3.            | 45,76            | 1.               | 1.               | 45,69    | 4.       | 9.       | 45,40         | 6.            |
| Peter Grant                                        | 400 m           | 47,03         | 4.            | 14.*          | 47,69            | 6.               | 27.              | kiesett  | kiesett  | kiesett  | kiesett       | kiesett       |
| Peter Grant                                        | 400 m gát       | 51,07         | 5.            | 12.           |                  |                  |                  | kiesett  | kiesett  | kiesett  | kiesett       | kiesett       |
| Don Hanly                                          | 400 m gát       | 51,90         | 5.            | 16.           |                  |                  |                  | kiesett  | kiesett  | kiesett  | kiesett       | kiesett       |
| Graham Crouch                                      | 1500 m          | 3:37,97       | 3.            | 5.            |                  |                  |                  | 3:39,86  | 2.       | 7.       | 3:41,80       | 8.            |
| Dave Fitzsimons                                    | 10 000 m        | 28:16,43      | 5.            | 9.            |                  |                  |                  |          |          |          | 29:17,74      | 14.           |
| Chris Wardlaw                                      | 10 000 m        | 28:17,52      | 5.            | 12.           |                  |                  |                  |          |          |          | 28:29,91      | 12.           |
| Chris Wardlaw                                      | Maraton         |               |               |               |                  |                  |                  |          |          |          | 2:23:56       | 35.           |
| Dave Chettle                                       | Maraton         |               |               |               |                  |                  |                  |          |          |          | nem ért célba | nem ért célba |
| Ross Haywood                                       | Maraton         |               |               |               |                  |                  |                  |          |          |          | nem ért célba | nem ért célba |
| Ross Haywood                                       | 20 km gyaloglás |               |               |               |                  |                  |                  |          |          |          | 1:30:59       | 12.           |
| Max Binnington                                     | 110 m gát       | nem ért célba | nem ért célba | nem ért célba |                  |                  |                  | kiesett  | kiesett  | kiesett  | kiesett       | kiesett       |
| Warren Parr                                        | 110 m gát       | 14,02         | 4.            | 11.           |                  |                  |                  | 13,88    | 6.       | 11.      | kiesett       | kiesett       |
| Peter Larkins                                      | 3000 m akadály  | 8:46,89       | 10.           | 21.           |                  |                  |                  |          |          |          | kiesett       | kiesett       |
| Max Binnington Peter Grant Don Hanly Rick Mitchell | 4 × 400 m váltó | 3:05,75       | 5.            | 10.           |                  |                  |                  |          |          |          | kiesett       | kiesett       |

| Versenyző     | Versenyszám   | Selejtező | Selejtező | Döntő    | Döntő    |
| Versenyző     | Versenyszám   | Eredmény  | Helyezés  | Eredmény | Helyezés |
| ------------- | ------------- | --------- | --------- | -------- | -------- |
| Don Baird     | Rúdugrás      | 510 cm    | 19.*      | 525 cm   | 12.      |
| Ray Boyd      | Rúdugrás      | 500 cm    | 21.       | kiesett  | kiesett  |
| Chris Commons | Távolugrás    | 746 cm    | 24.       | kiesett  | kiesett  |
| Peter Farmer  | Kalapácsvetés | 69,92 m   | 10.       | 68,00 m  | 12.      |

Női
| Versenyző                                                       | Versenyszám     | Előfutam | Előfutam | Előfutam | Negyeddöntő | Negyeddöntő | Negyeddöntő | Elődöntő | Elődöntő | Elődöntő | Döntő   | Döntő    |
| Versenyző                                                       | Versenyszám     | Idő      | Hely.    | Össz.    | Idő         | Hely.       | Össz.       | Idő      | Hely.    | Össz.    | Idő     | Helyezés |
| --------------------------------------------------------------- | --------------- | -------- | -------- | -------- | ----------- | ----------- | ----------- | -------- | -------- | -------- | ------- | -------- |
| Raelene Boyle                                                   | 100 m           | 11,39    | 1.       | 11.      | 11,29       | 2.          | 6.          | 11,22    | 3.       | 5.       | 11,23   | 4.       |
| Raelene Boyle                                                   | 200 m           | 23,12    | 1.       | 3.       | 22,97       | 1.          | 2.          | kizárták | kizárták | kizárták | kiesett | kiesett  |
| Denise Robertson-Boyd                                           | 200 m           | 23,23    | 2.       | 7.       | 23,12       | 3.          | 7.          | 22,91    | 3.       | 5.       | 23,05   | 7.       |
| Denise Robertson-Boyd                                           | 100 m           | 11,50    | 5.       | 22.      | 11,56       | 6.          | 20.         | kiesett  | kiesett  | kiesett  | kiesett | kiesett  |
| Debbie Wells                                                    | 100 m           | 11,47    | 4.       | 16.**    | 11,51       | 5.          | 17.*        | kiesett  | kiesett  | kiesett  | kiesett | kiesett  |
| Debbie Wells                                                    | 200 m           | 23,78    | 3.       | 25.*     | 23,65       | 5.          | 19.*        | kiesett  | kiesett  | kiesett  | kiesett | kiesett  |
| Verna Burnard                                                   | 400 m           | 52,10    | 2.       | 4.       | 51,79       | 3.          | 12.         | 51,71    | 6.       | 12.      | kiesett | kiesett  |
| Judy Canty                                                      | 400 m           | 52,88    | 3.       | 17.      | 52,65       | 6.          | 20.         | kiesett  | kiesett  | kiesett  | kiesett | kiesett  |
| Beth Nail                                                       | 400 m           | 52,98    | 4.       | 21.      | 51,71       | 3.          | 9.          | 51,44    | 5.       | 10.      | kiesett | kiesett  |
| Charlene Rendina                                                | 800 m           | 2:01,76  | 2.       | 16.      |             |             |             | 2:00,29  | 5.       | 10.      | kiesett | kiesett  |
| Judy Amoore-Pollock                                             | 800 m           | 2:00,66  | 2.       | 10.      |             |             |             | 1:59,93  | 5.       | 8.       | kiesett | kiesett  |
| Judy Amoore-Pollock                                             | 1500 m          | 4:14,22  | 7.       | 27.      |             |             |             | kiesett  | kiesett  | kiesett  | kiesett | kiesett  |
| Gaye Dell                                                       | 100 m gát       | 13,68    | 5.       | 15.      |             |             |             | kiesett  | kiesett  | kiesett  | kiesett | kiesett  |
| Barbara Wilson Debbie Wells Denise Robertson-Boyd Raelene Boyle | 4 × 100 m váltó | 43,67    | 4.       | 7.       |             |             |             |          |          |          | 43,18   | 5.       |
| Judy Canty Verna Burnard Charlene Rendina Beth Nail             | 4 × 400 m váltó | 3:25,98  | 2.       | 4.       |             |             |             |          |          |          | 3:25,56 | 4.       |

| Versenyző      | Versenyszám   | Selejtező                | Selejtező                | Döntő    | Döntő    |
| Versenyző      | Versenyszám   | Eredmény                 | Helyezés                 | Eredmény | Helyezés |
| -------------- | ------------- | ------------------------ | ------------------------ | -------- | -------- |
| Christine Hunt | Gerelyhajítás | érvényes kísérlet nélkül | érvényes kísérlet nélkül | kiesett  | kiesett  |

* - egy másik versenyzővel azonos eredményt/időt ért el

** - három másik versenyzővel azonos időt ért el

## Birkózás
Szabadfogású
| Versenyző         | Versenyszám | 1. forduló                           | 2. forduló                            | 3. forduló                        | 4. forduló             | 5. forduló        | 6. forduló        | Döntő             | Helyezés    |
| Versenyző         | Versenyszám | Ellenfél Eredmény                    | Ellenfél Eredmény                     | Ellenfél Eredmény                 | Ellenfél Eredmény      | Ellenfél Eredmény | Ellenfél Eredmény | Ellenfél Eredmény | Helyezés    |
| ----------------- | ----------- | ------------------------------------ | ------------------------------------- | --------------------------------- | ---------------------- | ----------------- | ----------------- | ----------------- | ----------- |
| Gordon Smith      | 57 kg       | Gigel Anghel (ROU) · kétvállas       | Miho Dukov (BUL) · kétvállas          | kiesett                           | kiesett                | kiesett           | kiesett           | kiesett           | helyezetlen |
| Zsigmond Kelevitz | 68 kg       | Tsedendambyn Natsagdorj (MGL) · 6-21 | Ko Dzsinvon (Go Jin-Won) (KOR) · 11-8 | Rafael González (PUR) · kétvállas | Rami Miron (ISR) · 4-7 | kiesett           | kiesett           | kiesett           | helyezetlen |
| Bruce Akers       | 74 kg       | Jan Karlsson (SWE) · 1-24            | Brian Renken (CAN) · 4-11             | kiesett                           | kiesett                | kiesett           |                   | kiesett           | helyezetlen |

## Cselgáncs
| Versenyző       | Versenyszám | Csoport | 32-es főtábla                            | Nyolcaddöntő           | Negyeddöntő                   | Elődöntő          | Vigaszág negyeddöntő                    | Vigaszág elődöntő                          | Bronz- mérkőzés   | Döntő             | Helyezés |
| Versenyző       | Versenyszám | Csoport | Ellenfél Eredmény                        | Ellenfél Eredmény      | Ellenfél Eredmény             | Ellenfél Eredmény | Ellenfél Eredmény                       | Ellenfél Eredmény                          | Ellenfél Eredmény | Ellenfél Eredmény | Helyezés |
| --------------- | ----------- | ------- | ---------------------------------------- | ---------------------- | ----------------------------- | ----------------- | --------------------------------------- | ------------------------------------------ | ----------------- | ----------------- | -------- |
| Warren Richards | Könnyűsúly  | B       | Ivan Vidmajer (YUG) · V                  | kiesett                | kiesett                       | kiesett           |                                         |                                            |                   |                   | 18.      |
| John Van Hoek   | Váltósúly   | B       | Mók Cők-ving (Mok Cheuk Wing) (HKG) · GY | Lamine Wade (SEN) · GY | Vlagyimir Nyevzorov (URS) · V |                   |                                         | Marian Tałaj (POL) · V                     | kiesett           |                   | 7.       |
| Paul Buganey    | Középsúly   | B       | Szonoda Iszamu (JPN) · V                 |                        |                               |                   | Csong Incshol (Jong In-Chol) (PRK) · GY | Pak Jongcshol (Park Yeong-cheol) (KOR) · V | kiesett           |                   | 7.       |

## Evezés
Férfi
| Versenyző | Versenyszám              | Előfutam | Előfutam | Vigaszág | Vigaszág | Elődöntő | Elődöntő | Döntő   | Döntő   | Döntő   | Helyezés    |
| Versenyző | Versenyszám              | Idő      | Hely.    | Idő      | Hely.    | Idő      | Hely.    | Típus   | Idő     | Hely.   | Helyezés    |
| --- | ------------------------ | -------- | -------- | -------- | -------- | -------- | -------- | ------- | ------- | ------- | ----------- |
| Edward Hale | Egypárevezős             | 7:20,11  | 2.       | erőnyerő | erőnyerő | 7:16,64  | 6.       | B       | 7:58,86 | 2.      | 8.          |
| Ian Luxford Chris Shinners | Kormányos nélküli kettes | 7:07,21  | 5.       | 7:06,18  | 4.       | kiesett  | kiesett  | kiesett | kiesett | kiesett | helyezetlen |
| Islay Lee Ian Clubb Timothy Conrad Robert Paver Gary Uebergang Athol MacDonald Malcolm Shaw Peter Shakespear* Brian Richardson Stuart Carter (kormányos) | Nyolcas                  | 5:39,07  | 1.       | erőnyerő | erőnyerő |          |          | A       | 6:09,75 | 5.      | 5.          |

* - Malcolm Shaw cseréje a döntőben

## Gyeplabda
| Ausztrál férfi gyeplabdacsapat-játékoskeret                                                                                 | Ausztrál férfi gyeplabdacsapat-játékoskeret                                                                                |
| --- | --- |
| - David Bell - Greg Browning - Rick Charlesworth - Ian Cooke - Barry Dancer - Douglas Golder - Robert Haigh - Wayne Hammond | - Jim Irvine - Stephen Marshall - Malcolm Poole - Robert Proctor - Graeme Reid - Ronald Riley - Trevor Smith - Terry Walsh |

### Eredmények
Csoportkör
A csoport
| Csapat           | M | Gy | D | V | G+ | G– | Gk | P  |
| ---------------- | - | -- | - | - | -- | -- | -- | -- |
| Hollandia (NED)  | 5 | 5  | 0 | 0 | 11 | 3  | +8 | 10 |
| Ausztrália (AUS) | 5 | 3  | 0 | 2 | 14 | 6  | +8 | 6  |
| India (IND)      | 5 | 3  | 0 | 2 | 12 | 9  | +3 | 6  |
| Malajzia (MAS)   | 5 | 2  | 0 | 3 | 3  | 7  | –4 | 4  |
| Kanada (CAN)     | 5 | 1  | 0 | 4 | 4  | 11 | –7 | 2  |
| Argentína (ARG)  | 5 | 1  | 0 | 4 | 4  | 12 | –8 | 2  |

| 1976. július 18. | Ausztrália (AUS) | 2 – 0   | Malajzia (MAS) |  |
| 1976. július 18. | Bell Riley       | (1 – 0) |                |  |

| 1976. július 19. | Ausztrália (AUS) | 3 – 0   | Kanada (CAN) |  |
| 1976. július 19. | Bell Riley Walsh | (2 – 0) |              |  |

| 1976. július 21. | India (IND) | 1 – 6   | Ausztrália (AUS)              |  |
| 1976. július 21. | S. Singh    | (1 – 3) | Riley 3 Browning Irvine Smith |  |

| 1976. július 22. | Ausztrália (AUS) | 1 – 2   | Hollandia (NED) |  |
| 1976. július 22. | Bell             | (0 – 2) | Kruize Litjens  |  |

| 1976. július 24. | Ausztrália (AUS) | 2 – 3   | Argentína (ARG)         |  |
| 1976. július 24. | Cooke Riley      | (1 – 1) | Disera Garrafo Paolucci |  |

Ausztrália és India azonos pontszámmal végzett, a helyezéseikről egy újabb mérkőzés döntött.
| 1976. július 26. | Ausztrália (AUS) | 1 – 1 (h. u.) | India (IND) |  |
| 1976. július 26. | Charlesworth     | (1 – 1)       | S. Singh    |  |
| 1976. július 26. | Büntetőpárbaj:   |               |             |  |
| 1976. július 26. | 5 – 4            |               |             |  |

Elődöntő
| 1976. július 28. | Pakisztán (PAK) | 1 – 2   | Ausztrália (AUS) |  |
| 1976. július 28. | Rasool          | (1 – 1) | Irvine Riley     |  |

Döntő
| 1976. július 30. | Új-Zéland (NZL) | 1 – 0   | Ausztrália (AUS) |  |
| 1976. július 30. | Ineson          | (0 – 0) |                  |  |

| Csapat           | Helyezés |
| ---------------- | -------- |
| Ausztrália (AUS) |          |

## Íjászat
| Versenyző     | Versenyszám  | 1. forduló | 1. forduló | 2. forduló | 2. forduló | Összesítés | Összesítés |
| Versenyző     | Versenyszám  | Pont       | Hely.      | Pont       | Hely.      | Pont       | Helyezés   |
| ------------- | ------------ | ---------- | ---------- | ---------- | ---------- | ---------- | ---------- |
| David Anear   | Férfi egyéni | 1173       | 15.        | 1234       | 7.         | 2407       | 13.        |
| Terry Reilly  | Férfi egyéni | 1155       | 21.        | 1176       | 25.        | 2331       | 26.        |
| Maureen Adams | Női egyéni   | 1076       | 24.        | 1038       | 25.        | 2114       | 25.        |
| Carole Toy    | Női egyéni   | 1123       | 20.        | 1182       | 12.        | 2305       | 15.        |

## Kajak-kenu
Férfi
| Versenyző                                             | Versenyszám         | Előfutam | Előfutam | Előfutam | Vigaszág | Vigaszág | Vigaszág | Elődöntő | Elődöntő | Elődöntő | Döntő   | Döntő    |
| Versenyző                                             | Versenyszám         | Idő      | Hely.    | Össz.    | Idő      | Hely.    | Össz.    | Idő      | Hely.    | Össz.    | Idő     | Helyezés |
| ----------------------------------------------------- | ------------------- | -------- | -------- | -------- | -------- | -------- | -------- | -------- | -------- | -------- | ------- | -------- |
| John Southwood John Sumegi                            | Kajak kettes 500 m  | 1:42,40  | 2.       | 5.       | erőnyerő | erőnyerő | erőnyerő | 1:40,01  | 2.       | 7.       | 1:39,77 | 8.       |
| John Southwood Adrian Powell                          | Kajak kettes 1000 m | 3:37,95  | 6.       | 12.      | 3:36,02  | 2.       | 9.       | 3:29,19  | 5.       | 9.       | kiesett | kiesett  |
| Graham Gillies Dennis Heussner John Sumegi John Trail | Kajak négyes 1000 m | 3:10,26  | 2.       | 7.       | erőnyerő | erőnyerő | erőnyerő | 3:16,35  | 4.       | 11.      | kiesett | kiesett  |

Női
| Versenyző                      | Versenyszám        | Előfutam | Előfutam | Előfutam | Vigaszág | Vigaszág | Vigaszág | Elődöntő | Elődöntő | Elődöntő | Döntő   | Döntő    |
| Versenyző                      | Versenyszám        | Idő      | Hely.    | Össz.    | Idő      | Hely.    | Össz.    | Idő      | Hely.    | Össz.    | Idő     | Helyezés |
| ------------------------------ | ------------------ | -------- | -------- | -------- | -------- | -------- | -------- | -------- | -------- | -------- | ------- | -------- |
| Helen Jacobsohn Sue Whitebrook | Kajak kettes 500 m | 2:10,62  | 7.       | 14.      | 2:03,87  | 4.       | 8.       | kiesett  | kiesett  | kiesett  | kiesett | kiesett  |

## Kerékpározás

### Országúti kerékpározás
Férfi
| Versenyző                                                | Versenyszám     | Idő             | Helyezés      |
| -------------------------------------------------------- | --------------- | --------------- | ------------- |
| Alan Goodrope                                            | Mezőnyverseny   | nem ért célba   | nem ért célba |
| Peter Kesting                                            | Mezőnyverseny   | nem ért célba   | nem ért célba |
| Remo Sansonetti                                          | Mezőnyverseny   | 4:49:01 (+2:09) | 34.           |
| Clyde Sefton                                             | Mezőnyverseny   | 4:49:01 (+2:09) | 28.           |
| Ian Chandler Remo Sansonetti Sal Sansonetti Clyde Sefton | Csapat időfutam | 2:13:43 (+4:50) | 9.            |

### Pálya-kerékpározás
Sprintverseny
| Versenyző | Versenyszám  | 1. forduló                    | 1. forduló | Vigaszág                     | Vigaszág | Nyolcaddöntő           | Nyolcaddöntő | Vigaszág selejtező     | Vigaszág selejtező | Vigaszág döntő       | Vigaszág döntő | Negyeddöntő          | 5–8. helyért           | 5–8. helyért | Elődöntő             | Döntő                | Helyezés    |
| Versenyző | Versenyszám  | Ellenfél Győztes idő          | Hely.      | Ellenfél Győztes idő         | Hely.    | Ellenfelek Győztes idő | Hely.        | Ellenfelek Győztes idő | Hely.              | Ellenfél Győztes idő | Hely.          | Ellenfél Győztes idő | Ellenfelek Győztes idő | Hely.        | Ellenfél Győztes idő | Ellenfél Győztes idő | Helyezés    |
| --------- | ------------ | ----------------------------- | ---------- | ---------------------------- | -------- | ---------------------- | ------------ | ---------------------- | ------------------ | -------------------- | -------------- | -------------------- | ---------------------- | ------------ | -------------------- | -------------------- | ----------- |
| Ron Boyle | Férfi egyéni | Dieter Berkmann (FRG) · 11,38 | 2.         | Niels Fredborg (DEN) · 11,96 | 2.       | kiesett                | kiesett      | kiesett                | kiesett            | kiesett              | kiesett        | kiesett              | kiesett                | kiesett      | kiesett              | kiesett              | helyezetlen |

Időfutam
| Versenyző       | Versenyszám  | Idő      | Helyezés |
| --------------- | ------------ | -------- | -------- |
| Stephen Goodall | Férfi egyéni | 1:08,610 | 12.      |

Üldözőversenyek
| Versenyző                                                | Versenyszám  | Selejtező | Selejtező | Nyolcaddöntő                        | Nyolcaddöntő | Nyolcaddöntő | Negyeddöntő                  | Negyeddöntő | Negyeddöntő | Elődöntő     | Elődöntő  | Elődöntő | Döntő        | Döntő     | Helyezés |
| Versenyző                                                | Versenyszám  | Idő       | Hely.     | Ellenfél Idő                        | Saját idő    | Hely.        | Ellenfél Idő                 | Saját idő   | Hely.       | Ellenfél Idő | Saját idő | Hely.    | Ellenfél Idő | Saját idő | Helyezés |
| -------------------------------------------------------- | ------------ | --------- | --------- | ----------------------------------- | ------------ | ------------ | ---------------------------- | ----------- | ----------- | ------------ | --------- | -------- | ------------ | --------- | -------- |
| Garry Sutton                                             | Férfi egyéni | 4:50,57   | 6.        | Jean-Louis Baugnies (BEL) · 4:57,53 | 4:51,36      | 7.           | Gregor Braun (FRG) · 4:48,67 | 4:49,61     | 6.          | kiesett      | kiesett   | kiesett  | kiesett      | kiesett   | 6.       |
| Stephen Goodall Kevin Nichols Geoff Skaines John Thorsen | Férfi csapat | 4:33,32   | 12.       |                                     |              |              | kiesett                      | kiesett     | kiesett     | kiesett      | kiesett   | kiesett  | kiesett      | kiesett   | 12.      |

## Kosárlabda

### Férfi
| Ausztrál férfi kosárlabdacsapat-játékoskeret                                                          | Ausztrál férfi kosárlabdacsapat-játékoskeret                                                     |
| --- | ------------------------------------------------------------------------------------------------ |
| - Anthony Barnett - Andris Blicavs - Robert Cadee - Andrew Campbell - Perry Crosswhite - John Maddock | - Edward Palubinskas - Ray Tomlinson - Michael Tucker - Russell Simon - Peter Walsh - Ian Watson |

#### Eredmények
Csoportkör
A csoport
| Csapat            | M | Gy | V | P+  | P–  | Pk   | P  |
| ----------------- | - | -- | - | --- | --- | ---- | -- |
| Szovjetunió (URS) | 5 | 5  | 0 | 542 | 380 | +162 | 10 |
| Kanada (CAN)      | 5 | 4  | 1 | 446 | 416 | +30  | 9  |
| Kuba (CUB)        | 5 | 3  | 2 | 448 | 402 | +46  | 8  |
| Ausztrália (AUS)  | 5 | 2  | 3 | 472 | 481 | –9   | 7  |
| Mexikó (MEX)      | 5 | 1  | 4 | 461 | 511 | –50  | 6  |
| Japán (JPN)       | 5 | 0  | 5 | 370 | 549 | –179 | 5  |

| 1976. július 18. | Kuba (CUB) | 111 – 89 | Ausztrália (AUS) |  |
| 1976. július 18. | (56–40)    |          |                  |  |

| 1976. július 19. | Szovjetunió (URS) | 93 – 77 | Ausztrália (AUS) |  |
| 1976. július 19. | (58–39)           |         |                  |  |

| 1976. július 21. | Mexikó (MEX) | 117 – 120 | Ausztrália (AUS) |  |
| 1976. július 21. | (58–57)      |           |                  |  |

| 1976. július 23. | Ausztrália (AUS) | 69 – 81 | Kanada (CAN) |  |
| 1976. július 23. | (42–40)          |         |              |  |

| 1976. július 24. | Ausztrália (AUS) | 117 – 79 | Japán (JPN) |  |
| 1976. július 24. | (54–41)          |          |             |  |

Az 5–8. helyért
| 1976. július 25. | Olaszország (ITA) | 79 – 72 | Ausztrália (AUS) |  |
| 1976. július 25. | (37–43)           |         |                  |  |

A 7. helyért
| 1976. július 27. | Ausztrália (AUS) | 81 – 92 | Kuba (CUB) |  |
| 1976. július 27. | (36–42)          |         |            |  |

| Csapat           | Helyezés |
| ---------------- | -------- |
| Ausztrália (AUS) | 8.       |

## Lovaglás
Díjugratás
| Versenyző                                | Ló                                 | Versenyszám | 1. forduló   | 1. forduló   | 2. forduló | 2. forduló | Összesen | Összesen |
| Versenyző                                | Ló                                 | Versenyszám | Pont         | Hely.        | Pont       | Hely.      | Pont     | Helyezés |
| ---------------------------------------- | ---------------------------------- | ----------- | ------------ | ------------ | ---------- | ---------- | -------- | -------- |
| Kevin Bacon                              | Chichester                         | Egyéni      | 25,50        | 37.          | kiesett    | kiesett    | 25,50    | 37.      |
| Guy Creighton                            | Mr. Dennis                         | Egyéni      | 4,00         | 2.           | 12,00      | 7.         | 16,00    | 5.**     |
| Barry Roycroft                           | Four Corners                       | Egyéni      | visszalépett | visszalépett | kiesett    | kiesett    | kiesett  | kiesett  |
| Kevin Bacon Guy Creighton Barry Roycroft | Chichester Mr. Dennis Four Corners | Csapat      | 48,00        | 9.           | kiesett    | kiesett    | 48,00    | 9.*      |

Lovastusa
| Versenyző                                                | Ló                                      | Versenyszám | Díjlovaglás | Díjlovaglás | Tereplovaglás | Tereplovaglás | Díjugratás | Díjugratás | Végeredmény | Végeredmény |
| Versenyző                                                | Ló                                      | Versenyszám | Bünt.       | Hely.       | Bünt.         | Hely.         | Bünt.      | Hely.      | Bünt.       | Helyezés    |
| -------------------------------------------------------- | --------------------------------------- | ----------- | ----------- | ----------- | ------------- | ------------- | ---------- | ---------- | ----------- | ----------- |
| Mervyn Bennett                                           | Regal Reign                             | Egyéni      | 120,84      | 49.         | 85,20         | 9.            | 0,00       | 1.         | 206,04      | 12.         |
| Denis Pigott                                             | Hillstead                               | Egyéni      | 92,91       | 28.         | 153,60        | 22.           | 0,00       | 1.         | 246,51      | 20.         |
| Bill Roycroft                                            | Version                                 | Egyéni      | 86,66       | 19.         | 128,80        | 19.           | 0,00       | 1.         | 215,46      | 16.         |
| Wayne Roycroft                                           | Laurenson                               | Egyéni      | 80,84       | 13.         | 97,20         | 12.           | 0,00       | 1.         | 178,04      | 5.          |
| Mervyn Bennett Denis Pigott Bill Roycroft Wayne Roycroft | Regal Reign Hillstead Version Laurenson | Csapat      | 260,41      | 7.          | 311,20        | 5.            | 0,00       | 1.         | 599,54      |             |

* - egy másik csapattal azonos eredményt ért el

** - három másik versenyzővel azonos eredményt ért el

## Műugrás
Férfi
| Versenyző    | Versenyszám        | Selejtező | Selejtező | Döntő   | Döntő    |
| Versenyző    | Versenyszám        | Pont      | Helyezés  | Pont    | Helyezés |
| ------------ | ------------------ | --------- | --------- | ------- | -------- |
| Steve Foley  | Egyéni műugrás     | 447,15    | 21.       | kiesett | kiesett  |
| Steve Foley  | Egyéni toronyugrás | 396,90    | 24.       | kiesett | kiesett  |
| Don Wagstaff | Egyéni toronyugrás | 454,26    | 15.       | kiesett | kiesett  |
| Don Wagstaff | Egyéni műugrás     | 529,11    | 9.        | kiesett | kiesett  |

Női
| Versenyző         | Versenyszám        | Selejtező | Selejtező | Döntő   | Döntő    |
| Versenyző         | Versenyszám        | Pont      | Helyezés  | Pont    | Helyezés |
| ----------------- | ------------------ | --------- | --------- | ------- | -------- |
| Madeleine Barnett | Egyéni műugrás     | 391,77    | 15.       | kiesett | kiesett  |
| Madeleine Barnett | Egyéni toronyugrás | 323,67    | 18.       | kiesett | kiesett  |
| Elizabeth Jack    | Egyéni toronyugrás | 312,18    | 20.       | kiesett | kiesett  |
| Elizabeth Jack    | Egyéni műugrás     | 348,54    | 22.       | kiesett | kiesett  |

## Ökölvívás
| Versenyző        | Versenyszám   | Selejtező                              | 32-es főtábla                     | Nyolcaddöntő                 | Negyeddöntő       | Elődöntő          | Döntő             | Helyezés |
| Versenyző        | Versenyszám   | Ellenfél Eredmény                      | Ellenfél Eredmény                 | Ellenfél Eredmény            | Ellenfél Eredmény | Ellenfél Eredmény | Ellenfél Eredmény | Helyezés |
| ---------------- | ------------- | -------------------------------------- | --------------------------------- | ---------------------------- | ----------------- | ----------------- | ----------------- | -------- |
| Brian Tink       | Harmatsúly    | Giubran Zugdani (LBA) · nem vett részt | Bernardo Onori (ITA) · 0-5        | kiesett                      | kiesett           | kiesett           | kiesett           | 15.      |
| Robert Dauer     | Váltósúly     | erőnyerő                               | Frans van Bronckhorst (INA) · 5-0 | Michael McCallum (JAM) · 0-5 | kiesett           | kiesett           | kiesett           | 9.       |
| Wayne Devlin     | Nagyváltósúly |                                        | Robert Davies (GBR) · KO          | kiesett                      | kiesett           | kiesett           | kiesett           | 17.      |
| Philip McElwaine | Középsúly     |                                        | erőnyerő                          | Alec Năstac (ROU) · 2-3      | kiesett           | kiesett           | kiesett           | 9.       |

## Öttusa
| Versenyző     | Versenyszám | Lovaglás | Lovaglás | Lovaglás | Lovaglás | Vívás    | Vívás | Vívás | Lövészet | Lövészet | Lövészet | Úszás   | Úszás | Úszás | Futás   | Futás | Futás | Összesen    | Összesen |
| Versenyző     | Versenyszám | Idő      | Bünt.    | Pont     | Hely.    | Eredmény | Pont  | Hely. | Pontszám | Pont     | Hely.    | Idő     | Pont  | Hely. | Idő     | Pont  | Hely. | Összes pont | Helyezés |
| ------------- | ----------- | -------- | -------- | -------- | -------- | -------- | ----- | ----- | -------- | -------- | -------- | ------- | ----- | ----- | ------- | ----- | ----- | ----------- | -------- |
| Peter Macken  | Egyéni      | 1:54,5   | 32       | 1068     | 21.      | 13–32    | 544   | 44.   | 185      | 802      | 35.      | 4:25,41 | 752   | 46.   | 13:13,1 | 1186  | 20.   | 4352        | 44.      |
| Peter Ridgway | Egyéni      | 1:36,9   | 32       | 1068     | 15.      | 17–28    | 640   | 40.*  | 190      | 912      | 21.      | 3:51,88 | 1020  | 41.   | 14:45,8 | 910   | 46.   | 4550        | 42.      |

## Sportlövészet
Nyílt
| Versenyző          | Versenyszám           | Pont | Helyezés |
| ------------------ | --------------------- | ---- | -------- |
| Alexander Taransky | Gyorstüzelő pisztoly  | 580  | 34.      |
| John Gillman       | Szabadpisztoly        | 525  | 42.      |
| Norman Harrison    | Szabadpisztoly        | 540  | 32.      |
| Donald Gowland     | Sportpuska, fekvő     | 584  | 51.      |
| Donald Brook       | Sportpuska, fekvő     | 586  | 41.      |
| Donald Brook       | Sportpuska, összetett | 1109 | 50.      |
| Peter Wray         | Trap                  | 173  | 25.      |

## Súlyemelés
| Versenyző     | Versenyszám | Szakítás | Szakítás | Lökés                    | Lökés                    | Összesen | Helyezés |
| Versenyző     | Versenyszám | Eredmény | Helyezés | Eredmény                 | Helyezés                 | Összesen | Helyezés |
| ------------- | ----------- | -------- | -------- | ------------------------ | ------------------------ | -------- | -------- |
| Robert Kabbas | 75 kg       | 127,5    | 14.      | 170,0                    | 9.                       | 297,5    | 12.      |
| Stephen Wyatt | 110 kg      | 150,0    | 15.      | érvényes kísérlet nélkül | érvényes kísérlet nélkül | kiesett  | kiesett  |
| Robert Edmond | +110 kg     | 157,5    | 7.       | 190,0                    | 7.                       | 347,5    | 7.       |

## Torna
Férfi
| Versenyző     | Versenyszám      | Selejtező | Selejtező | Döntő    | Döntő    |
| Versenyző     | Versenyszám      | Pontszám  | Helyezés  | Pontszám | Helyezés |
| ------------- | ---------------- | --------- | --------- | -------- | -------- |
| Phil Cheetham | Talaj            | 16,95     | 87.       | kiesett  | kiesett  |
| Phil Cheetham | Ugrás            | 17,75     | 82.       | kiesett  | kiesett  |
| Phil Cheetham | Korlát           | 17,45     | 74.       | kiesett  | kiesett  |
| Phil Cheetham | Nyújtó           | 16,95     | 83.       | kiesett  | kiesett  |
| Phil Cheetham | Gyűrű            | 17,10     | 82.       | kiesett  | kiesett  |
| Phil Cheetham | Lólengés         | 16,60     | 85.       | kiesett  | kiesett  |
| Phil Cheetham | Egyéni összetett | 102,80    | 84.       | kiesett  | kiesett  |
| Peter Lloyd   | Talaj            | 17,55     | 69.       | kiesett  | kiesett  |
| Peter Lloyd   | Ugrás            | 17,50     | 89.       | kiesett  | kiesett  |
| Peter Lloyd   | Korlát           | 17,85     | 56.       | kiesett  | kiesett  |
| Peter Lloyd   | Nyújtó           | 17,10     | 80.       | kiesett  | kiesett  |
| Peter Lloyd   | Gyűrű            | 16,80     | 85.       | kiesett  | kiesett  |
| Peter Lloyd   | Lólengés         | 17,95     | 60.       | kiesett  | kiesett  |
| Peter Lloyd   | Egyéni összetett | 104,75    | 81.       | kiesett  | kiesett  |

Női
| Versenyző    | Versenyszám      | Selejtező | Selejtező | Döntő    | Döntő    |
| Versenyző    | Versenyszám      | Pontszám  | Helyezés  | Pontszám | Helyezés |
| ------------ | ---------------- | --------- | --------- | -------- | -------- |
| Wanita Lynch | Talaj            | 17,65     | 83.       | kiesett  | kiesett  |
| Wanita Lynch | Ugrás            | 18,20     | 73.       | kiesett  | kiesett  |
| Wanita Lynch | Felemás korlát   | 18,15     | 73.       | kiesett  | kiesett  |
| Wanita Lynch | Gerenda          | 17,20     | 78.       | kiesett  | kiesett  |
| Wanita Lynch | Egyéni összetett | 71,20     | 83.       | kiesett  | kiesett  |

## Úszás
Férfi
| Versenyző                                                | Versenyszám            | Előfutam | Előfutam | Előfutam | Elődöntő | Elődöntő | Elődöntő | Döntő    | Döntő    |
| Versenyző                                                | Versenyszám            | Idő      | Hely.    | Össz.    | Idő      | Hely.    | Össz.    | Idő      | Helyezés |
| -------------------------------------------------------- | ---------------------- | -------- | -------- | -------- | -------- | -------- | -------- | -------- | -------- |
| Peter Coughlan                                           | 100 m gyors            | 53,49    | 4.       | 20.      | kiesett  | kiesett  | kiesett  | kiesett  | kiesett  |
| Neil Rogers                                              | 100 m gyors            | 53,96    | 4.       | 27.      | kiesett  | kiesett  | kiesett  | kiesett  | kiesett  |
| Neil Rogers                                              | 100 m pillangó         | 57,08    | 2.       | 14.      | 55,72    | 3.       | 5.       | 56,57    | 8.       |
| Ross Seymour                                             | 100 m pillangó         | 57,74    | 4.       | 24.      | kiesett  | kiesett  | kiesett  | kiesett  | kiesett  |
| Ross Seymour                                             | 200 m pillangó         | kizárták | kizárták | kizárták |          |          |          | kiesett  | kiesett  |
| Jeff Van de Graaf                                        | 200 m pillangó         | 2:05,58  | 3.       | 17.      |          |          |          | kiesett  | kiesett  |
| Jeff Van de Graaf                                        | 400 m vegyes           | 4:35,83  | 4.       | 15.      |          |          |          | kiesett  | kiesett  |
| Peter Dawson                                             | 400 m vegyes           | 4:33,01  | 3.       | 10.      |          |          |          | kiesett  | kiesett  |
| Peter Dawson                                             | 200 m gyors            | 1:55,16  | 3.       | 18.      |          |          |          | kiesett  | kiesett  |
| Mark Kerry                                               | 200 m gyors            | 1:54,86  | 2.       | 16.      |          |          |          | kiesett  | kiesett  |
| Mark Kerry                                               | 100 m hát              | 57,99    | 1.       | 3.       | 58,04    | 4.       | 7.       | 57,94    | 7.       |
| Mark Kerry                                               | 200 m hát              | 2:03,54  | 1.       | 4.       |          |          |          | 2:04,07  | 5.       |
| Mark Tonelli                                             | 200 m hát              | 2:05,10  | 2.       | 5.       |          |          |          | 2:03,17  | 4.       |
| Mark Tonelli                                             | 100 m hát              | 58,53    | 2.       | 8.       | 58,14    | 4.       | 8.       | 58,42    | 8.       |
| Glenn Patching                                           | 100 m hát              | 59,49    | 2.       | 13.      | 58,15    | 5.       | 9.       | kiesett  | kiesett  |
| Glenn Patching                                           | 100 m gyors            | 53,29    | 5.       | 18.      | kiesett  | kiesett  | kiesett  | kiesett  | kiesett  |
| Graham Windeatt                                          | 200 m gyors            | 1:54,35  | 2.       | 15.      |          |          |          | kiesett  | kiesett  |
| Graham Windeatt                                          | 400 m gyors            | 4:04,31  | 5.       | 26.      |          |          |          | kiesett  | kiesett  |
| Stephen Holland                                          | 400 m gyors            | 3:58,39  | 1.       | 4.       |          |          |          | 3:57,59  | 5.       |
| Stephen Holland                                          | 1500 m gyors           | 15:25,93 | 1.       | 3.       |          |          |          | 15:04,66 |          |
| Paul Nash                                                | 1500 m gyors           | 15:46,51 | 2.       | 11.      |          |          |          | kiesett  | kiesett  |
| Max Metzker                                              | 1500 m gyors           | 15:36,14 | 2.       | 5.       |          |          |          | 15:31,53 | 6.       |
| Max Metzker                                              | 400 m gyors            | 4:00,82  | 3.       | 13.      |          |          |          | kiesett  | kiesett  |
| Paul Jarvie                                              | 100 m mell             | 1:06,22  | 5.       | 15.      | 1:06,20  | 8.       | 14.      | kiesett  | kiesett  |
| Paul Jarvie                                              | 200 m mell             | 2:30,15  | 6.       | 22.      |          |          |          | kiesett  | kiesett  |
| Graham Windeatt Mark Tonelli Peter Coughlan Peter Dawson | 4 × 200 m gyorsváltó   | 7:44,42  | 3.       | 9.       |          |          |          | kiesett  | kiesett  |
| Mark Kerry Paul Jarvie Neil Rogers Peter Coughlan        | 4 × 100 m vegyes váltó | 3:53,98  | 3.       | 6.       |          |          |          | 3:51,54  | 6.       |

Női
| Versenyző                                               | Versenyszám            | Előfutam | Előfutam | Előfutam | Elődöntő | Elődöntő | Elődöntő | Döntő   | Döntő    |
| Versenyző                                               | Versenyszám            | Idő      | Hely.    | Össz.    | Idő      | Hely.    | Össz.    | Idő     | Helyezés |
| ------------------------------------------------------- | ---------------------- | -------- | -------- | -------- | -------- | -------- | -------- | ------- | -------- |
| Drue Le Guier                                           | 100 m gyors            | 59,40    | 4.       | 22.      | kiesett  | kiesett  | kiesett  | kiesett | kiesett  |
| Jenny Tate                                              | 100 m gyors            | 58,78    | 3.       | 15.      | 58,88    | 8.       | 16.      | kiesett | kiesett  |
| Lesleigh Harvey                                         | 100 m gyors            | 1:01,59  | 5.       | 35.      | kiesett  | kiesett  | kiesett  | kiesett | kiesett  |
| Lesleigh Harvey                                         | 200 m gyors            | 2:08,60  | 4.       | 22.      |          |          |          | kiesett | kiesett  |
| Sonya Gray                                              | 200 m gyors            | 2:10,73  | 4.       | 27.      |          |          |          | kiesett | kiesett  |
| Michelle Ford                                           | 200 m gyors            | 2:05,72  | 4.       | 16.      |          |          |          | kiesett | kiesett  |
| Michelle Ford                                           | 200 m pillangó         | 2:18,24  | 3.       | 16.      |          |          |          | kiesett | kiesett  |
| Rosemary Milgate                                        | 400 m gyors            | 4:21,20  | 2.       | 13.      |          |          |          | kiesett | kiesett  |
| Rosemary Milgate                                        | 800 m gyors            | 8:53,65  | 3.       | 8.       |          |          |          | 8:47,21 | 4.       |
| Jenny Turrall                                           | 800 m gyors            | 8:51,41  | 2.       | 6.       |          |          |          | 8:52,88 | 8.       |
| Jenny Turrall                                           | 400 m gyors            | 4:21,33  | 3.       | 14.      |          |          |          | kiesett | kiesett  |
| Tracey Wickham                                          | 400 m gyors            | 4:24,44  | 3.       | 16.      |          |          |          | kiesett | kiesett  |
| Tracey Wickham                                          | 800 m gyors            | 9:01,93  | 5.       | 15.      |          |          |          | kiesett | kiesett  |
| Glenda Robertson                                        | 100 m hát              | 1:06,19  | 4.       | 14.      | 1:06,93  | 8.       | 16.      | kiesett | kiesett  |
| Glenda Robertson                                        | 200 m hát              | 2:18,62  | 4.       | 9.       |          |          |          | kiesett | kiesett  |
| Michelle de Vries                                       | 200 m hát              | 2:28,18  | 6.       | 26.      |          |          |          | kiesett | kiesett  |
| Michelle de Vries                                       | 100 m hát              | 1:06,22  | 2.       | 16.      | 1:06,02  | 6.       | 12.      | kiesett | kiesett  |
| Allison Smith                                           | 100 m mell             | 1:21,62  | 7.       | 37.      | kiesett  | kiesett  | kiesett  | kiesett | kiesett  |
| Allison Smith                                           | 200 m mell             | 2:50,11  | 5.       | 32.      |          |          |          | kiesett | kiesett  |
| Allison Smith                                           | 400 m vegyes           | 5:17,51  | 5.       | 19.      |          |          |          | kiesett | kiesett  |
| Judith Hudson                                           | 400 m vegyes           | 5:00,25  | 2.       | 9.       |          |          |          | kiesett | kiesett  |
| Judith Hudson                                           | 200 m mell             | 2:43,88  | 5.       | 20.      |          |          |          | kiesett | kiesett  |
| Judith Hudson                                           | 200 m pillangó         | 2:18,12  | 3.       | 15.      |          |          |          | kiesett | kiesett  |
| Linda Hanel                                             | 200 m pillangó         | 2:17,66  | 3.       | 12.      |          |          |          | kiesett | kiesett  |
| Linda Hanel                                             | 100 m pillangó         | 1:03,78  | 3.       | 14.      | 1:03,30  | 6.       | 12.      | kiesett | kiesett  |
| Lyle Smith                                              | 100 m pillangó         | 1:04,71  | 4.       | 20.      | kiesett  | kiesett  | kiesett  | kiesett | kiesett  |
| Nira Stove                                              | 100 m pillangó         | 1:04,78  | 4.       | 21.      | kiesett  | kiesett  | kiesett  | kiesett | kiesett  |
| Jenny Tate Lesleigh Harvey Tracey Wickham Drue Le Guier | 4 × 100 m gyorsváltó   | 3:58,87  | 4.       | 9.       |          |          |          | kiesett | kiesett  |
| Michelle de Vries Judith Hudson Linda Hanel Jenny Tate  | 4 × 100 m vegyes váltó | 4:26,07  | 2.       | 8.       |          |          |          | 4:25,91 | 8.       |

## Vitorlázás
Nyílt
| Versenyző                               | Versenyszám     | Futam  | Futam  | Futam | Futam  | Futam  | Futam | Futam | Pontszám | Helyezés |
| Versenyző                               | Versenyszám     | 1      | 2      | 3     | 4      | 5      | 6     | 7     | Pontszám | Helyezés |
| --------------------------------------- | --------------- | ------ | ------ | ----- | ------ | ------ | ----- | ----- | -------- | -------- |
| John Bertrand                           | Finn dingi      | 3,0    | 11,7   | 0,0   | (28,0) | 10,0   | 10,0  | 11,7  | 46,4     |          |
| Ian Brown Ian Ruff                      | 470-es osztály  | 18,0   | 8,0    | 8,0   | (23,0) | 15,0   | 0,0   | 8,0   | 57,0     |          |
| James Byrne Jörn Hellner                | Tempest         | (20,0) | 19,0   | 16,0  | 20,0   | 8,0    | 14,0  | 15,0  | 92,0     | 10.      |
| Brian Lewis Warren Rock                 | Tornádó         | (20,0) | 11,7   | 3,0   | 18,0   | 0,0    | 11,7  | 0,0   | 44,4     | 4.       |
| Tim Alexander Mark Bethwaite            | Repülő hollandi | 16,0   | (21,0) | 19,0  | 15,0   | 10,0   | 11,7  | 3,0   | 74,7     | 9.       |
| John Anderson David Forbes Denis O'Neil | Soling          | 25,0   | 11,7   | 20,0  | 15,0   | (33,0) | 13,0  | 8,0   | 92,7     | 11.      |

## Vívás
Férfi
| Versenyző    | Versenyszám       | Selejtező | Selejtező | Selejtező | Selejtező | Selejtező | Selejtező | Főtábla                     | Főtábla                           | Vigaszág          | Vigaszág          | Vigaszág          | Döntő | Döntő   | Helyezés |
| Versenyző    | Versenyszám       | 1. kör | 1. kör    | 2. kör | 2. kör    | 3. kör | 3. kör    | 1. kör                      | 2. kör                            | 1. kör            | 2. kör            | 3. kör            | Döntő | Döntő   | Helyezés |
| Versenyző    | Versenyszám       | Ellenfél Eredmény | Hely.     | Ellenfél Eredmény | Hely.     | Ellenfél Eredmény | Hely.     | Ellenfél Eredmény           | Ellenfél Eredmény                 | Ellenfél Eredmény | Ellenfél Eredmény | Ellenfél Eredmény | Ellenfél Eredmény | Hely.   | Helyezés |
| ------------ | ----------------- | --- | --------- | --- | --------- | --- | --------- | --------------------------- | --------------------------------- | ----------------- | ----------------- | ----------------- | --- | ------- | -------- |
| Greg Benko   | Tőr, egyéni       | A. csoport · Christian Noël (FRA) · 1-5 · Klaus Haertter (GDR) · 0-5 · Jorge Garbey (CUB) · 5-1 · Roger Kam (HKG) · 5-0 · Ahmed Al-Arbeed (KUW) · 5-0 · Stefano Simoncelli (ITA) · 4-5 | 4.        | F. csoport · Aljakszandr Ramanykov (URS) · 4-5 · Jorge Garbey (CUB) · 5-1 · Marek Dąbrowski (POL) · 5-3 · Kavacu Maszanori (JPN) · 5-1 · Barry Paul (GBR) · 2-5 | 2.        | A. csoport · Klaus Reichert (FRG) · 1-5 · Kuki Péter (ROU) · 2-5 · Ed Ballinger (USA) · 5-1 · František Koukal (TCH) · 5-3 · Marek Dąbrowski (POL) · 4-5 | 3.        | Klaus Reichert (FRG) · 10-9 | Vlagyimir Gyenyiszov (URS) · 10-9 |                   |                   |                   | Fabio Dal Zotto (ITA) · 4-5 · Aljakszandr Ramanykov (URS) · 4-5 · Bernard Talvard (FRA) · 3-5 · Vaszil Sztankovics (URS) · 2-5 · Frédéric Pietruszka (FRA) · 2-5 · | 6.      | 6.       |
| Ernest Simon | Tőr, egyéni       | B. csoport · Mihai Ţiu (ROU) · 3-5 · Enrique Salvat (CUB) · 3-5 · Bernard Talvard (FRA) · 2-5 · Barry Paul (GBR) · 4-5 · Ng Wing Biu (HKG) · 5-0 · Abdul Nasser Al-Sayegh (KUW) · 5-0  | 5.        | kiesett | kiesett   | kiesett | kiesett   | kiesett                     | kiesett                           | kiesett           | kiesett           | kiesett           | kiesett | kiesett | 42.      |
| Greg Benko   | Párbajtőr, egyéni | D. csoport · Jerzy Janikowski (POL) · 3-5 · Herbert Lindner (AUT) · 5-2 · Veikko Salminen (FIN) · 5-1 · Jacques Ladègaillerie (FRA) · 5-5                                              | 3.        | C. csoport · Alexander Pusch (FRG) · 4-5 · Osztrics István (HUN) · 4-5 · Nicolae Iorgu (ROU) · 5-4 · Nils Koppang (NOR) · 5-4 · Thierry Soumagne (BEL) · 2-5    | 5.        | kiesett | kiesett   | kiesett                     | kiesett                           | kiesett           | kiesett           | kiesett           | kiesett | kiesett | 27.      |

Női
| Versenyző   | Versenyszám | Selejtező | Selejtező | Selejtező | Selejtező | Selejtező | Selejtező | Főtábla           | Főtábla           | Vigaszág          | Vigaszág          | Vigaszág          | Döntő csoport     | Döntő csoport | Helyezés |
| Versenyző   | Versenyszám | 1. kör | 1. kör    | 2. kör | 2. kör    | 3. kör | 3. kör    | 1. kör            | 2. kör            | 1. kör            | 2. kör            | 3. kör            | Döntő csoport     | Döntő csoport | Helyezés |
| Versenyző   | Versenyszám | Ellenfél Eredmény | Hely.     | Ellenfél Eredmény | Hely.     | Ellenfél Eredmény | Hely.     | Ellenfél Eredmény | Ellenfél Eredmény | Ellenfél Eredmény | Ellenfél Eredmény | Ellenfél Eredmény | Ellenfél Eredmény | Hely.         | Helyezés |
| ----------- | ----------- | --- | --------- | --- | --------- | --- | --------- | ----------------- | ----------------- | ----------------- | ----------------- | ----------------- | ----------------- | ------------- | -------- |
| Helen Smith | Tőr, egyéni | A. csoport · Stahl Jencsik Katalin (ROU) · 4-5 · Claudette Herbster-Josland (FRA) · 1-5 · Krystyna Machnicka-Urbańska (POL) · 3-5 · Kadzsihara Jukari (JPN) · 5-4 | 4.        | C. csoport · Barbara Wysoczańska (POL) · 5-4 · Wendy Ager-Grant (GBR) · 5-4 · Giulia Lorenzoni (ITA) · 5-1 · Donna Hennyey (CAN) · 5-4 · Cornelia Hanisch (FRG) · 3-5 | 1.        | B. csoport · Susan Wrigglesworth (GBR) · 4-5 · Marie-Paule Van Eyck (BEL) · 1-5 · Cornelia Hanisch (FRG) · 3-5 · Claudette Herbster-Josland (FRA) · 5-4 · Barbara Wysoczańska (POL) · 5-2 | 5.        | kiesett           | kiesett           | kiesett           | kiesett           | kiesett           | kiesett           | kiesett       | 17.      |

## Vízilabda
| Ausztrál férfi vízilabdacsapat-játékoskeret                                                | Ausztrál férfi vízilabdacsapat-játékoskeret                                   |
| ------------------------------------------------------------------------------------------ | ----------------------------------------------------------------------------- |
| - Edmond Brooks - Randall Goff - Andrew Kerr - Ross Langdon - Ian Mills - Peter Montgomery | - David Neesham - Charles Turner - Paul Williams - David Woods - Rodney Woods |

### Eredmények
Csoportkör
C csoport
| Csapat             | M | Gy | D | V | G+ | G– | Gk | P |
| ------------------ | - | -- | - | - | -- | -- | -- | - |
| Magyarország (HUN) | 3 | 3  | 0 | 0 | 15 | 8  | +7 | 6 |
| NSZK (FRG)         | 3 | 2  | 0 | 1 | 9  | 7  | +2 | 4 |
| Kanada (CAN)       | 3 | 1  | 0 | 2 | 8  | 14 | –6 | 2 |
| Ausztrália (AUS)   | 3 | 0  | 0 | 3 | 14 | 17 | –3 | 0 |

| 1976. július 18. | Magyarország (HUN)   | 7 – 6 | Ausztrália (AUS) |  |
| 1976. július 18. | (2–1, 2–3, 3–1, 1–0) |       |                  |  |
| 1976. július 18. | Faragó 3             |       | Turner 3         |  |

| 1976. július 19. | NSZK (FRG)           | 4 – 3 | Ausztrália (AUS) |  |
| 1976. július 19. | (2–0, 1–1, 1–1, 0–1) |       |                  |  |
| 1976. július 19. | H. Kilian 2          |       | három játékos 1  |  |

| 1976. július 20. | Kanada (CAN)         | 6 – 5 | Ausztrália (AUS) |  |
| 1976. július 20. | (2–1, 3–0, 0–1, 1–3) |       |                  |  |
| 1976. július 20. | Pottier 3            |       | Turner 3         |  |

7–12. helyért
| 1976. július 22. | Kanada (CAN)         | 4 – 3 | Ausztrália (AUS) |  |
| 1976. július 22. | (2–0, 0–0, 1–2, 1–1) |       |                  |  |
| 1976. július 22. | Pottier 2            |       | Turner 2         |  |

| 1976. július 23. | Ausztrália (AUS)     | 8 – 2 | Irán (IRI)   |  |
| 1976. július 23. | (4–0, 3–0, 1–1, 0–1) |       |              |  |
| 1976. július 23. | Turner 2             |       | Firouzpour 2 |  |

| 1976. július 24. | Ausztrália (AUS)     | 2 – 7 | Szovjetunió (URS) |  |
| 1976. július 24. | (0–2, 0–2, 0–1, 2–2) |       |                   |  |
| 1976. július 24. | Kerr, D. Woods 1     |       | három játékos 2   |  |

| 1976. július 26. | Mexikó (MEX)         | 4 – 4 | Ausztrália (AUS) |  |
| 1976. július 26. | (0–2, 2–1, 2–1, 0–0) |       |                  |  |
| 1976. július 26. | Valencia 2           |       | Turner 3         |  |

| 1976. július 27. | Ausztrália (AUS)     | 5 – 8 | Kuba (CUB)      |  |
| 1976. július 27. | (1–3, 0–2, 2–1, 2–2) |       |                 |  |
| 1976. július 27. | Goff 2               |       | három játékos 2 |  |

| Csapat            | M | Gy | D | V | G+ | G– | Gk  | P |
| ----------------- | - | -- | - | - | -- | -- | --- | - |
| Kuba (CUB)        | 5 | 4  | 1 | 0 | 34 | 16 | +18 | 9 |
| Szovjetunió (URS) | 5 | 3  | 1 | 1 | 33 | 16 | +17 | 7 |
| Kanada (CAN)      | 5 | 2  | 2 | 1 | 27 | 21 | +6  | 6 |
| Mexikó (MEX)      | 5 | 1  | 3 | 1 | 26 | 19 | +7  | 5 |
| Ausztrália (AUS)  | 5 | 1  | 1 | 3 | 22 | 25 | –3  | 3 |
| Irán (IRI)        | 5 | 0  | 0 | 5 | 8  | 53 | –45 | 0 |

| Csapat           | Helyezés |
| ---------------- | -------- |
| Ausztrália (AUS) | 11.      |